# Parafia Pięciu Braci Męczenników w Chicago
Parafia Pięciu Braci Męczenników w Chicago (ang. Five Holy Martyrs Parish) – parafia rzymskokatolicka położona w Chicago, w stanie Illinois, Stany Zjednoczone.
Jest ona wieloetniczną parafią w południowo-zachodniej dzielnicy Chicago, Brighton Park, z mszą św. w j. polskim dla polskich imigrantów.
Nadzór klerycki sprawuje Towarzystwo Chrystusowe dla Polonii Zagranicznej.  
Parafia została poświęcona Pięciu Braciom Męczennikom.

## Historia
Parafia Pięciu Braci Męczenników została założona w listopadzie 1908. W grudniu 1909 roku, parafia liczyła 95 rodzin. W 1912 roku prowadzenie szkoły parafialnej rozpoczęły siostry ze Zgromadzenia Sióstr Franciszkanek Błogosławionej Kunegundy.

## Szkoły
- Five Holy Martyrs School